# Luka Peroš
Luka Peroš (Zagabria, 28 ottobre 1976) è un attore croato.
È noto principalmente per aver interpretato Marsiglia in La casa di carta.

## Biografia
Ha vissuto a Zagabria, Vienna, Abu Dhabi, Boston e Los Angeles. Attualmente è residente a Barcellona, dove continua la sua carriera di attore in Spagna e in Europa. Si è laureato all'Emerson College nel 2000 con un BFA in Arti performative, recitazione maggiore. Ha lavorato al Teatro nazionale croato di Fiume e al Teatro delle marionette di Zagabria. Peroš ha una vasta esperienza come voce fuori campo nonché come burattinaio.
L'attore si è occupato del doppiaggio del suo personaggio nelle versioni italiana, inglese, francese, portoghese, turca e tedesca, oltre che in quella in lingua originale, de La casa di carta.

## Filmografia

### Cinema
- The Hunting Party, regia di Richard Shepard (2007)
- No One's Son (2008),L
- Forest Creatures (2010)
- El Niño, regia di Daniel Monzón (2014)
- Broj 55 (2014)
- Sweet Home (2015)
- Mine, regia di Fabio Guaglione e Fabio Resinaro (2016)
- Papillon, regia di Michael Noer (2017)
- Il fotografo di Mauthausen (El fotografo de Mauthausen), regia di Mar Targarona (2018)
- L'albero del sangue (El árbol de la sangre), regia di Julio Medem (2018)
- Lettera a Franco (Mientras dure la guerra), regia di Alejandro Amenábar (2019)

### Televisione
- La casa di carta (La casa de papel) - serie TV, 11 episodi (2019-2021)
- The Spanish Princess – miniserie TV, puntate 1-16 (2019-2020)